# 2012-es jégkorong-világbajnokság
A 2012-es jégkorong-világbajnokság a 76. világbajnokság volt, amelyet a Nemzetközi Jégkorongszövetség szervezett. A vb-ken 46 ország válogatottja vett részt hat szinten. A világbajnokságok végeredményei alapján alakult ki a 2013-as jégkorong-világbajnokság főcsoportjának illetve divízióinak mezőnye.

## Főcsoport
A főcsoport világbajnokságát 16 csapat részvételével május 4. és 20. között rendezték Finnországban és Svédországban.
| A csoport - Finnország - Kanada - Egyesült Államok - Svájc - Szlovákia - Fehéroroszország - Franciaország - Kazahsztán – Kiesett a divízió I A csoportjába | B csoport - Oroszország – világbajnok - Svédország - Csehország - Németország - Norvégia - Lettország - Dánia - Olaszország – Kiesett a divízió I A csoportjába |

## Divízió I
A divízió I-es jégkorong-világbajnokság A csoportját Ljubljanában, Szlovéniában, a B csoportját Krynica-Zdrójban, Lengyelországban április 15. és 21. között rendezték.
| A csoport - Szlovénia – Feljutott a főcsoportba - Ausztria – Feljutott a főcsoportba - Magyarország - Japán - Nagy-Britannia - Ukrajna – Kiesett a divízió I B csoportjába | B csoport - Dél-Korea – Feljutott a divízió I A csoportjába - Lengyelország - Hollandia - Románia - Litvánia - Ausztrália – Kiesett a divízió II A csoportjába |

## Divízió II
A divízió II-es jégkorong-világbajnokság A csoportját április 12. és 18. között Reykjavíkban, Izlandon, a B csoportját április 2. és 8. között Szófiában, Bulgáriában rendezték.
| A csoport - Észtország – Feljutott a divízió I B csoportjába - Spanyolország - Horvátország - Izland - Szerbia - Új-Zéland – Kiesett a divízió II B csoportjába | B csoport - Belgium – Feljutott a divízió II A csoportjába - Kína - Bulgária - Mexikó - Izrael - Dél-afrikai Köztársaság – Kiesett a divízió III-ba |

## Divízió III
A divízió III-as jégkorong-világbajnokságot április 15. és 21. között rendezték Erzurumban, Törökországban.
- Törökország – Feljutott a divízió II B csoportjába
- Észak-Korea
- Luxemburg
- Írország
- Görögország
- Mongólia